# Rénovation nationale (Pérou)
Pour les articles homonymes, voir Rénovation nationale.
Rénovation nationale (Renovación Nacional) est un parti politique péruvien membre de l'Organisation démocrate-chrétienne d'Amérique.